# Letališče Bor
[Letališče Bor (srbska cirilica Аеродром Бор, latinica Aerodrom Bor) je letališče v Srbiji, ki primarno oskrbuje Bor.